# Lucille Wheeler
Lucille Wheeler (* 14. Januar 1935 in Saint-Jovite, Québec) ist eine ehemalige kanadische Skirennläuferin. 

## Biografie
Wheeler wuchs in dem Ort Saint-Jovite in den Laurentiden auf. Dort war ihre Familie maßgeblich beteiligt, die Region zu einem Skigebiet auszubauen. So gründete ihr Großvater George Wheeler am Mont Tremblant das bekannte Skizentrum Gray Rocks. Lucille Wheeler erlernte bereits im Alter von zwei Jahren das Skifahren und zeigte so großes Talent, dass sie bald gegen ältere Läufer antrat. Im Alter von zehn Jahren wurde sie in einem Abfahrtsrennen am Mont Tremblant, das für Läufer aller Altersklassen offen war, Siebte. Mit zwölf Jahren wurde sie kanadische Juniorenmeisterin und mit 14 Jahren qualifizierte sie sich für die Alpine Skiweltmeisterschaften in Aspen. Jedoch glaubten ihre Eltern, sie sei zu jung, um in der Schule fehlen zu können, und erlaubten ihr die Teilnahme an dieser Veranstaltung nicht.
Zu Beginn der 1950er war es für kanadische Skiläufer noch sehr schwer, ihrem Sport nachzugehen, da die kanadische Regierung das Skifahren kaum finanziell unterstützte und professionelles Training nur durch Eigenleistungen finanziert werden konnte. Die Eltern von Lucille Wheeler, die das Talent ihrer Tochter erkannt hatten, brachten die Kosten für mehrere Trainingsaufenthalte in Kitzbühel auf. Dieser Aufwand zahlte sich aus. Nach Rang 7 bei den Alpinen Skiweltmeisterschaften in Are (Schweden) am 1. März 1954 und zwei zweiten Rängen in Abfahrt und Kombination (inkl. Rang 9 im Slalom) beim Hahnenkamm in Kitzbühel am 14./15. Januar 1956, gewann sie bei den Olympischen Winterspielen 1956 in Cortina d’Ampezzo in der Abfahrt die Bronzemedaille und war damit die erste kanadische Skiläuferin in der Geschichte der Spiele, die eine olympische Medaille erringen konnte. Zwei Jahre später folgte ein spektakulärer Auftritt bei den Skiweltmeisterschaften im österreichischen Bad Gastein, als sie in der Abfahrt und im Riesenslalom Doppelweltmeisterin wurde und (mit Rang 14 im Slalom vom 3. Februar) in der Alpinen Kombination den Weltmeistertitel um 0,53 Punkte verfehlte (wobei sie vor dem abschließenden Riesenslalom in der Kombinations-Zwischenwertung nur auf Rang 3 gelegen war).
Für diese Leistung wurde Wheeler 1958 als herausragendste kanadische Sportlerin des Jahres mit der Lou Marsh Trophy ausgezeichnet und in die Kanadische Olympic Hall of Fame aufgenommen. Im August 1959 erklärte sie ihren Rücktritt vom Wettkampfsport.
Im Verlaufe ihrer Karriere hatte sie drei kanadische Meistertitel gewonnen (Abfahrt 1953, Kombination 1953 und 1955).
Wheeler spielte an der Seite von Réal Charette in einem Lehrfilm eine Skilehrerin. Dieser Film wurde 1960 von der American Library Association als bester Lehrfilm im Bereich Sport ausgezeichnet. Einige Jahre später heiratete sie die American-Football-Legende Kaye Vaughan. Mit ihm lebte sie zunächst in Ottawa, zog aber 1967 in den Skiort Knowlton. Dort zogen beide zwei Kinder groß. In der High School der benachbarten Stadt Cowansville organisierte Wheeler Skikurse, die Kinder an den Sport heranführen sollten.
1976 wurde sie mit dem Order of Canada, dem höchsten zivilen Verdienstorden des Landes, ausgezeichnet und in die Canadian Sports Hall of Fame aufgenommen.
Wheelers Erfolge führten zu einer deutlichen Erhöhung der Ausgaben der kanadischen Regierung zur Förderung des Skisports. Als Ergebnis der veränderten Förderung eroberten ab Beginn der 1970er Jahre die so genannten Crazy Canucks die bis dahin von Europäern dominierte Weltcup-Szene. Ebenso halfen ihre Erfolge, die Popularität des Skisports landesweit erheblich zu steigern. Für die Skiregion in der Provinz Québec diente Wheeler als Aushängeschild.

## Erfolge

### Olympische Winterspiele
- Oslo 1952: 26. Slalom, 27. Abfahrt, 27. Riesenslalom
- Cortina d’Ampezzo 1956: 3. Abfahrt, 6. Riesenslalom, DNF Slalom

### Weltmeisterschaften
- Oslo 1952: 26. Slalom, 27. Abfahrt, 27. Riesenslalom
- Åre 1954: 7. Abfahrt, 18. Riesenslalom, DSQ Slalom
- Cortina d’Ampezzo 1956: 3. Abfahrt, 6. Riesenslalom, DNF Slalom
- Bad Gastein 1958: 1. Abfahrt, 1. Riesenslalom, 2. Alpine Kombination, 14. Slalom

### Weitere Erfolge
- Rang 4 in der Abfahrt und Rang 2 im Slalom und Rang 3 in der Kombination am 16./17. März 1956 beim «Gornergrat-Derby» in Zermatt[6][7]
- Sieg in der Abfahrt und mit Rang 7 im Slalom auch Kombinationssieg am Hahnenkamm am 19./20. Januar 1957[8][9]
- Rang 2 im Riesenslalom bei der „Vorweltmeisterschaften“ in Bad Gastein am 23. Januar 1957[10]
- Rang 4 im Slalom und Rang 2 im Riesenslalom am 31. Januar/1. Februar 1957 bei der »11. Garmischer Wintersportwoche«[11][12]